# Кроте
Кроте (фр. Crottet) је насељено место у Француској у региону Рона-Алпи, у департману Ен (Рона-Алпи).
По подацима из 2011. године у општини је живело 1722 становника, а густина насељености је износила 142,08 становника/km².

## Демографија
| 1962. | 1968. | 1975. | 1982. | 1990. | 2011. |
| ----- | ----- | ----- | ----- | ----- | ----- |
| 682   | 731   | 891   | 986   | 1.313 | 1.722 |